# Филиппово (Белгородская область)
Филиппово — село в Валуйском районе Белгородской области России. Входит в состав Рождественского сельского поселения.

## География
Село находится в юго-восточной части Белгородской области, в лесостепной зоне, в пределах юго-западной части Среднерусской возвышенности, на берегах реки Верхний Моисей, на расстоянии примерно 13 километров (по прямой) к северу от города Валуйки, административного центра района. Абсолютная высота — 118 метров над уровнем моря.
Климат характеризуется как умеренно континентальный. Средняя температура января −7,4 °C, средняя температура июля +20,3 °C. Годовое количество осадков составляет около 500 мм. Среднегодовое направление ветра юго-западное.
Часовой пояс
Село Филиппово, как и вся Белгородская область, находится в часовой зоне МСК (московское время). Смещение применяемого времени относительно UTC составляет +3:00.

## Население
| 2002 | 2010 |
| ---- | ---- |
| 110  | ↘81  |

Половой состав
По данным Всероссийской переписи населения 2010 года в гендерной структуре населения мужчины составляли 40,7 %, женщины — соответственно 59,3 %.
Национальный состав
Согласно результатам переписи 2002 года, в национальной структуре населения русские составляли 97 %.

## Улицы
Уличная сеть села состоит из двух улиц.